# اليكس وينتر
اليكس وينتر (بالإنجليزية: Alex Wynter)‏ (15 سبتمبر 1993 في المملكة المتحدة - ) هو لاعب كرة قدم بريطاني في مركز الدفاع. لعب مع إيستبورن بوروه وكريستال بالاس وكولتشستر يونايتد ونادي بورتسموث وساتون يونايتد.

## وصلات خارجية
- اليكس وينتر على موقع قاعدة بيانات كرة القدم.إي يو (الإنجليزية)
- اليكس وينتر على موقع Soccerbase.com (لاعب) (الإنجليزية)
- اليكس وينتر على موقع Soccerway.com (الإنجليزية)
- اليكس وينتر على موقع AS.com (الإسبانية)